# Natsumi Takamori
Natsumi Takamori (高森奈津美, Takamori Natsumi) est une actrice de doublage japonaise, née le 14 février 1987 à la préfecture de Yamanashi.

## Biographie

### Carrière
Elle commence sa carrière en 2009 en tant que doubleuse dans le visual novel White Album.
Le 4 avril 2022, Pro-Fit, auquel elle appartenait, met fin à son activité de gestion. Ainsi, elle signe chez Raccoon Dog (ja),.
En 2022, elle est choisie pour devenir l'ambassadrice du tournoi Ichikawa Misato Hanamirai - Hanabi*Mirai.

## Filmographie

### Anime
| Année   | Titre                                                            | Rôle                                                        | Source       |
| ------- | ---------------------------------------------------------------- | ----------------------------------------------------------- | ------------ |
| 2010    | Jewelpet Twinkle                                                 | Akari Sakura                                                | [ 6 ]        |
| 2010    | The Legend of the Legendary Heroes                               | Remil Norths レミル・ノールズ                               | [ 6 ]        |
| 2010    | Mitsudomoe                                                       | Higokawa, Kazuya, Takahashi 樋川／かずや／高橋              | [ 6 ]        |
| 2010    | Yumeiro Patissiere SP Professional                               | Enfant                                                      | [ 6 ]        |
| 2010    | Fortune Arterial                                                 | Kohei Hasekura (enfant)                                     | [ 6 ]        |
| 2011    | Yumekui Merry                                                    | Mei Hoshino                                                 | [ 6 ] [ 7 ]  |
| 2011    | Wish Upon the Pleiades (ONA)                                     | Subaru                                                      | [ 6 ]        |
| 2011    | Nichijou                                                         | Ohu, Emi 大胡／エミ                                         | [ 6 ]        |
| 2011    | Gintama'                                                         | Femme                                                       | [ 6 ]        |
| 2011    | Sket Dance                                                       | Misaki                                                      | [ 6 ]        |
| 2011    | Deadman Wonderland                                               | Hibana Daida                                                | [ 6 ]        |
| 2011    | Nura: Rise of the Yokai Clan: Demon Capital                      | Expression God, Femme                                       | [ 6 ]        |
| 2011    | A Dark Rabbit Has Seven Lives                                    | Yuica Kurogane                                              | [ 6 ]        |
| 2011    | Phi Brain: Puzzle of God                                         | Kindergartener                                              | [ 6 ]        |
| 2011    | Maken-ki!                                                        | Yuka Amado                                                  | [ 6 ]        |
| 2011    | Shakugan no Shana Final                                          | Brigid                                                      | [ 6 ]        |
| 2012    | 夢想夏郷, 東方 (Touhou Musou Kakyou / A Summer Day's Dream)      | Kaguya Houraisan                                            | ,            |
| 2012    | Tantei Opera Milky Holmes 2nd Act                                | Etudiante                                                   | [ 6 ]        |
| 2012-15 | High School D×D series                                           | Sona Sitri                                                  | [ 6 ]        |
| 2012    | Bodacious Space Pirates                                          | Sasha Staple                                                | [ 6 ]        |
| 2012    | The Familiar of Zero F                                           | Jeanette                                                    | [ 6 ] [ 10 ] |
| 2012    | Another                                                          | Mei Misaki                                                  | [ 11 ]       |
| 2012    | Waiting in the Summer                                            | Employée                                                    | [ 6 ]        |
| 2012    | Gokujyo                                                          | Konatsu Toro                                                | [ 6 ] [ 12 ] |
| 2012    | Place to Place                                                   | Saki Sakimori                                               | [ 6 ]        |
| 2012    | Shirokuma Cafe                                                   | Personnages variés                                          | [ 6 ]        |
| 2012    | Pretty Rhythm: Dear My Future                                    | Reina Miyama                                                | [ 13 ]       |
| 2012    | Saki Achiga-hen episode of Side-A                                | Kozue Furuzuka, Tsunoda, autres                             | [ 6 ] [ 7 ]  |
| 2012-13 | AKB0048 series                                                   | Mizuho                                                      | [ 6 ] [ 7 ]  |
| 2012    | Muv-Luv Alternative: Total Eclipse                               | Phoebe Theodorakis                                          | [ 6 ] [ 14 ] |
| 2012    | Lagrange: The Flower of Rin-ne                                   | Reiko Miki                                                  | [ 6 ]        |
| 2012    | Tari Tari                                                        | Takayoshi Katase 片江利佳                                   | [ 6 ]        |
| 2012    | Upotte!!                                                         | Type86S, Girl D                                             | [ 6 ] [ 7 ]  |
| 2012    | The Ambition of Oda Nobuna                                       | Naotaka Magara                                              | [ 6 ]        |
| 2012    | Code Geass: Akito the Exiled (OVA)                               | Sarah Danes                                                 | [ 6 ] [ 15 ] |
| 2012    | Kamisama Kiss                                                    | Fille de village                                            | [ 6 ]        |
| 2012    | Gintama': Enchousen                                              | Shinpachi Shimura (enfant)                                  | [ 6 ]        |
| 2012    | Little Busters!                                                  | Etudiante                                                   | [ 6 ]        |
| 2012    | B-Daman Fireblast                                                | Mion Aona 御代アオナ                                        | [ 6 ]        |
| 2012    | The Pet Girl of Sakurasou                                        | Misaki Kamiigusa                                            | [ 16 ]       |
| 2012    | Medaka Box Abnormal                                              | Sakanoue Kake 坂之上替                                      | [ 6 ]        |
| 2012    | Psycho-Pass                                                      | Commissa-chan / Nursing Drones コミッサちゃん／看護ドローン | [ 6 ]        |
| 2013    | Cuticle Detective Inaba                                          | Hiroshi Inaba (jeune), autres                               | [ 6 ]        |
| 2013-16 | Love Live! School Idol Project                                   | Personnages variés                                          | [ 6 ]        |
| 2013    | Kagaku Na Yatsura (OVA)                                          | Ayana Hizuki                                                | [ 6 ]        |
| 2013    | Jewelpet Happiness                                               | Ayame                                                       | [ 6 ]        |
| 2013    | The Hentai Prince and the Stony Cat                              | Morii                                                       | [ 7 ]        |
| 2013    | Rescue Me!                                                       | Yuka Takamura                                               | [ 17 ]       |
| 2013    | Rozen Maiden: Zurückspulen                                       | Ms. Saito 斉藤さん                                          | [ 6 ]        |
| 2013    | Futari wa Milky Holmes                                           | Ellery Himeyuri                                             | [ 6 ]        |
| 2013    | I Couldn't Become a Hero, So I Reluctantly Decided to Get a Job' | Lady Simowi                                                 | [ 6 ]        |
| 2013    | Walkure Romanze                                                  | Anne Muller                                                 | [ 6 ]        |
| 2014-15 | JoJo's Bizarre Adventure: Stardust Crusaders series              | Jotaro (jeune), autres                                      | [ 6 ]        |
| 2014    | Tenkai Knights                                                   | Wakame Kameyama                                             | [ 6 ]        |
| 2014    | Monthly Girls' Nozaki-kun                                        | Etudiante                                                   | [ 6 ]        |
| 2014    | Majimoji Rurumo                                                  | Harulily Walura                                             | [ 6 ]        |
| 2014    | Invaders of the Rokujyōma!?                                      | Dark Crimson ダーククリムゾン                               | [ 6 ]        |
| 2014    | Denkigai no Honya-san                                            | Hiotan                                                      | [ 18 ]       |
| 2014    | Amagi Brilliant Park                                             | Biino Bandou                                                | [ 6 ]        |
| 2014    | Yona of the Dawn                                                 | Yuri                                                        | [ 6 ]        |
| 2014    | Psycho-Pass 2                                                    | Commissa コミッサ                                           | [ 6 ]        |
| 2015    | The Idolmaster Cinderella Girls series                           | Miku Maekawa                                                | ,            |
| 2015    | Tesagure! Bukatsu-mono                                           | Enjoji Yui                                                  | [ 6 ]        |
| 2015    | Wish Upon the Pleiades                                           | Subaru                                                      | [ 6 ]        |
| 2016    | Aokana: Four Rhythm Across the Blue                              | Saki Inui                                                   | [ 6 ]        |
| 2016    | Onigiri                                                          | Mephistopheles                                              | [ 6 ]        |
| 2016    | Tanaka-kun Is Always Listless                                    | Miyano                                                      | [ 21 ]       |
| 2016    | High School Fleet                                                | Maron Yanagiwara                                            | [ 6 ] [ 7 ]  |
| 2016    | Berserk                                                          | Nina                                                        | [ 6 ]        |
| 2016    | Orange                                                           | Azusa Murasaka                                              | [ 22 ]       |
| 2016    | D.Gray-man Hallow                                                | Four フォー                                                 | [ 6 ]        |
| 2016    | Brave Witches                                                    | Nikka Edvardine Katajainen                                  | [ 6 ] [ 7 ]  |
| 2017    | Minami Kamakura High School Girls Cycling Club                   | Fuyune Kamikura                                             | [ 23 ]       |
| 2017–19 | The Idolmaster Cinderella Girls Theater series                   | Miku Maekawa                                                | ,            |
| 2017    | Hina Logi ~from Luck & Logic~                                    | Mahiro Kyobashi                                             | [ 27 ]       |
| 2017    | Nora, Princess, and Stray Cat                                    | Patricia of End                                             | [ 28 ]       |
| 2017    | Anime-Gataris                                                    | Ayame Osaki                                                 | [ 29 ]       |
| 2018    | Record of Grancrest War                                          | Priscilla Farnese                                           | [ 30 ]       |
| 2018–20 | Major 2nd                                                        | Izumi Shigeno                                               | [ 31 ]       |
| 2018    | Miss Caretaker of Sunohara-sou                                   | Yuzu Yukimoto                                               | [ 32 ]       |
| 2019–21 | The Quintessential Quintuplets                                   | Raiha Uesugi                                                | [ 33 ]       |
| 2019    | Yubisaki kara no Honki no Netsujō: Osananajimi wa Shōbōshi       | Ryō Fujihashi                                               | [ 34 ]       |
| 2020    | Interspecies Reviewers                                           | Tiaplate                                                    | [ 35 ]       |
| 2020    | Super HxEros                                                     | Moena Wakakusa                                              | [ 36 ]       |
| 2021    | Redo of Healer                                                   | Eve                                                         | [ 37 ]       |
| 2021–22 | World's End Harem                                                | Chifuyu Rehn Kuroda                                         | [ 38 ]       |
| 2022    | Princess Connect! Re:Dive Season 2                               | Kaori                                                       | [ 39 ]       |
| 2022    | Delicious Party Pretty Cure                                      | Kome-Kome                                                   | [ 40 ]       |
| 2023    | Junji Ito Maniac: Japanese Tales of the Macabre                  | Kuriko                                                      | [ 41 ]       |
| 2023    | The Gene of AI                                                   | Kaoru                                                       | [ 42 ]       |
| 2023    | Classroom for Heroes                                             | Deux                                                        | [ 43 ]       |
| 2023    | Stardust Telepath                                                | Emihara                                                     | [ 44 ]       |
| 2025    | You and Idol Pretty Cure                                         | Kokoro Shigure/Cure Kyun-Kyun                               | [ 45 ]       |
| 2025    | Summer Pockets                                                   | Ao Sorakado                                                 | [ 46 ]       |

### Films d'animation
| Année   | Titre                                                 | Role                       | Source       |
| ------- | ----------------------------------------------------- | -------------------------- | ------------ |
| 2012    | Strike Witches: The Movie                             | Nikka Edvardine Katajainen | [ 6 ] [ 7 ]  |
| 2014    | Bodacious Space Pirates: Abyss of Hyperspace          | Sasha Staple               | [ 6 ]        |
| 2014    | Pretty Rhythm All-Star Selection: Prism Show☆Best Ten | Reina Miyama               | [ 6 ]        |
| 2015    | Chieri and Cherry ちえりとチェリー                    | Chieri                     | [ 6 ]        |
| 2015    | Love Live! The School Idol Movie                      | Akiba reporter             | [ 6 ]        |
| 2015    | Girls und Panzer der Film                             | Rosehip                    | ,            |
| 2016    | Orange: Future                                        | Azusa Murasaka             | [ 6 ]        |
| 2017-23 | Girls und Panzer das Finale                           | Rum, Rosehip               | [ 6 ] [ 49 ] |
| 2019    | Cencoroll Connect                                     | Kaname                     | [ 50 ]       |
| 2020    | High School Fleet: The Movie                          | Maron Yanagiwara           | [ 6 ]        |
| 2021    | The Quintessential Quintuplets Movie                  | Raiha Uesugi               | [ 33 ]       |

### Jeux vidéo
| Année | Titre                                   | Rôle | Notes                         | Source |
| ----- | --------------------------------------- | --- | ----------------------------- | ------ |
| 2010  | Cross Days                              | Hanon Nijou | PC                            | [ 6 ]  |
| 2010  | White Album                             | Nobuko | PS3                           | ,      |
| 2012  | Maji de Watashi ni Koishinasai!! S      | Otomo Homura | PC                            | ,      |
| 2012  | Gaku Ou: The Royal Seven Stars          | Akari Konoe | PC                            | [ 6 ]  |
| 2012  | Shiny Days                              | Hanon Nijou | PC                            | [ 6 ]  |
| 2012  | Tantei Opera Milky Holmes 2             | Ellery Himeyuri | PSP                           | ,      |
| 2012  | Tsujidou-san no Jun'ai Road             | Azusa Inui | PC                            | [ 6 ]  |
| 2013  | The Pet Girl of Sakurasou               | Misaki Kamiigusa | PSP                           | [ 6 ]  |
| 2013  | Muv-Luv Alternative Total Eclipse       | Phoebe Theodorakis | PS3, Xbox 360                 | [ 6 ]  |
| 2014  | Rozen Maiden: Wechseln Sie Welt Ab      | Ms. Saito 斉藤さん | PS3                           | [ 6 ]  |
| 2014  | Of the Red, the Light, and the Ayakashi | Kamon 祁門 | PSP                           | [ 6 ]  |
| 2014  | Eiyu Senki Gold                         | Date Masamune | PC                            | [ 6 ]  |
| 2014  | Granblue Fantasy                        | Aliza | PC, Android, iOS              | [ 6 ]  |
| 2014  | AstralAir no Shiroki Towa               | Ochiba Tachibana | PC                            | [ 6 ]  |
| 2014  | Majikoi A-4                             | Otomo Homura | PC                            | [ 6 ]  |
| 2015  | Princess Connect!                       | Kaori / Kaori Kyan |                               | [ 6 ]  |
| 2015  | Miagete Goran, Yozora no Hoshi o        | Kurona Kusakabe | PC                            | [ 6 ]  |
| 2016  | Aokana: Four Rhythm Across the Blue     | Saki Inui |                               | [ 6 ]  |
| 2016  | Senren * Banka                          | Hitachi Mako |                               | [ 6 ]  |
| 2016  | Ys VIII: Lacrimosa of Dana              | Laxia ラクシャ |                               | [ 6 ]  |
| 2016  | Genkai Tokki: Seven Pirates             | Mimii |                               | [ 6 ]  |
| 2017  | Azur Lane                               | KMS Z1, IJN Yūdachi | Android, IOS                  |        |
| 2017  | Xenoblade Chronicles 2                  | Crossette | Nintendo Switch               |        |
| 2017  | Moe Moe 2 war battle (short) 3          | Bendetta / Lavaux ベンデッタ／ラヴォー                                                                                    |                               | [ 6 ]  |
| 2018  | Princess Connect! Re:Dive               | Kaori / Kaori Kyan | Android, iOS, Windows         | [ 53 ] |
| 2018  | Summer Pockets                          | Sorakado Ao 空門蒼 | PC, Nintendo Switch           | [ 6 ]  |
| 2018  | Sword Art Online: Fatal Bullet          | ArFA-Sys | PC, PS4, Xbox One             |        |
| 2019  | Aonatsu Line                            | Miki Kousaka | PC                            | [ 54 ] |
| 2019  | Arknights                               | Гум (Gummy, 古米), Mousse                                                                                                 |                               |        |
| 2019  | The Idolmaster Cinderella Girls         | Miku Maekawa |                               | [ 7 ]  |
| 2020  | Moe! Ninja Girls RPG                    | Yamabuki Suou | iOS, Android                  |        |
| 2020  | Summer Pockets Reflection Blue          | Sorakado Ao 空門蒼 | PC                            | [ 6 ]  |
| 2021  | Guardian Tales                          | Chevalier (Femme. Serveurs Japonais, Chinois et Nintendo Switch servers), Chevalier du futur, Chevalier imposteur (Femme) | iOS, Android, Nintendo Switch |        |
| 2022  | MapleStory                              | Sugar | PC                            | [ 55 ] |
| 2022  | Live A Live HD-2D Remake                | Bel | Nintendo Switch               | [ 56 ] |
| 2023  | Reverse: 1999                           | Vertin |                               | [ 57 ] |
| 2023  | Fire Emblem Engage                      | Goldmary | Nintendo Switch               | [ 6 ]  |
| 2024  | Fire Emblem Heroes                      | Goldmary | iOS, Android                  | [ 6 ]  |